# Lycoperdina clavata
Lycoperdina clavata es una especie de coleóptero de la familia Endomychidae.

## Distribución geográfica
Habita en Uganda.